# Хобит (филмски серијал)
Хобит (енгл. The Hobbit) је фантастична епска филмска трилогија редитеља Питера Џексона, заснована на роману Хобит Џ. Р. Р. Толкина. Прича претходи дешавањима приказаним у филмској трилогији Господар прстенова, док је главна улога додељена Мартину Фриману, који је, као Билбо Багинс, главни протагониста филма. Неки глумци из серијала Господар прстенова су такође поновили своје улоге. То су: Ијан Макелен, Кејт Бланчет, Елајџа Вуд, Орландо Блум, Енди Серкис, Хјуго Вивинг, Ијан Холм и Кристофер Ли. Хобит је поново окупио екипу која направила Господара прстенова, на челу са сценаристкињама Френ Волш и Филипом Бојенс, илустратором Џоном Хауом, камерманом Ендруом Леснијем и композитором Хауардом Шором. Специјалне ефекте је урадила компанија Weta Digital, заслужна за визуелно креирање Голума.
Филмови Неочекивано путовање и Битка пет армија су снимљени на Новом Зеланду од 21. марта 2011. до 6. јула 2012. а светска премијера првог филма је одржана на Новом Зеланду 28. новембра 2012. године. Првобитно је планирано да прича има само два дела, међутим, редитељ Питер Џексон је у јулу 2012. открио да ће и Хобит, као и Господар прстенова бити филмска трилогија. У августу 2012. године објављено је да ће други филм трилогије бити назван Шмаугова пустошења и његова премијера је одржана 2. децембра 2013, док је премијера трећег филма под називом Битка пет армија одржана 1. децембра 2014. године.
Иако критичари сматрају овај серијал лошијим у односу на Господара прстенова, трилогија је била финансијски успешна. Хобит трилогија је једна од најуспешнијих филмских серијала икад. Такође је била номинована и за многе награде, од којих је освојила бројне, иако доста мање него оригинална трилогија.

## Расподела улога и речи редитеља
- Мартин Фриман као Билбо Багинс, хобит и главни протагониста филма.
Џејмс Макавој и Тоби Магвајер су били разматрани за ову улогу, да би потом била додељена Фриману.[5] Он је био принуђен да је одбије, будући да је радио на британској ТВ–серији Шерлок. Глумац је поводом тога изјавио: „Ако би нешто могло да се удеси, то би било сјајно. Одбио сам је тешка срца.“[6] Неколико недеља касније, Џексон је објавио да ће Фриман ипак глумити у филму: „Упркос бројним гласинама и спекулацијама у вези са овом улогом, за нас је увек постојао само један Билбо. Постоје тренуци у каријери једног редитеља када налети на глумца и схвати да је баш тај рођен да игра неку одређену улогу. То је био случај када сам упознао Фримана. Он је интелигентан, духовит и храбар – баш као Билбо. Изузетно сам поносан што могу да потврдим да је Мартин Фриман наш Хобит!“[7]
- Ијан Холм као стари Билбо Багинс.
У првим фазама препродукције, првобитни редитељ Гиљермо дел Торо је изразио жељу да улогу старог Билба понови Ијан Холм, али је био забринут да би физички и психички исцрпљујућа улога могла бити штетна по здравље старог енглеског глумца. Дел Торо је рекао да постоји могућност да Холм буде наратор филма, и додао: „Он је узор коме тежимо и на неки начин ће имати свој удео у филму.“[8] Десетог јануара 2011. Дедлајн Холивуд је објавио вест да су почели преговори са Холмом,[9] а глумац је два месеца касније рекао да не зна исход преговора јер га Дел Торо и Џексон још увек нису позвали.[10] У априлу 2011, Џексон је на фејсбуку објавио да се Холм придружио глумачкој екипи.[11]
- Ијан Макелен као Гандалф, чаробњак који ангажује Билба за поход на благо патуљака, изгубљено у планини Еребор.
Макелен, који је тумачио лик Гандалфа и у серијалу Господар прстенова, у почетку није био позван да се придружи екипи која је снимала филм, иако је то желео. Због тога је у емисији Добро јутро, на националној новозеландској телевизији, нагласио да прижељкује улогу: „Нисам ни под каквим уговором, а моје време истиче. Не желим да продуценти стекну утисак да сам незаинтересован и да само седим и чекам.“[12] Ијан је 27. новембра 2010. ажурирао свој сајт, и у своју филмографију дописао: „ХОБИТ (филм из два дела, снимање почиње у фебруару 2011, на Новом Зеланду и трајаће више од годину дана, кастинзи се већ одржавају у Њујорку, Лос Анђелесу и Лондону, сценарио се наставља, први нацрти су пуни старих пријатеља, који трагају за нечим Средњом земљом).“[13] Макелен је заправо одлучио да ће глумити у Хобиту. Срећом по њега, убрзо је ангажован за улогу Гандалфа, те је глумац радосну вест објавио на свом сајту: „Срећан сам што вам ово говорим: почињем са снимањем 21. фебруара 2011. у Велингтону!“[14]
- Ричард Армитаж као Торин Храстоштит, вођа дружине Патуљака.
Поводом ангажовања Армитажа, редитељ је изјавио: „Ричард је један од најдинамичнијих глумаца данашњице, и са њим је невероватно узбудљиво сарађивати. Сигурни смо да ће то бити невероватно извођење Торина Храстоштита. Једва чекамо да са њим кренемо у ову нашу авантуру и срећни смо што је један од најомиљенијих јунака Средње земље у тако добрим рукама.“[7]
- Грем Мактавиш као Двалин, један од Патуљака који крећу на путовање.
О свом ангажману у филму, Мактавиш је рекао: „Мислим да бих био невероватно срећан, ако би ми се још једном у каријери указала прилика да добијем улогу која би била на истом нивоу као ова у Хобиту. Искрено, не мислим да ће бити нечега што би могло да се пореди са овим!“[15]
- Кен Стот као Балин, Двалинов брат.
 У роману је описан као лик који упозорава и увек је на опрезу. Поводом доделе улоге Стоту, Џексон је изјавио: „Френ и ја смо одувек били његови фанови, и радујемо се што ће нам се придружити на овом путовању.“[16]
- Ејдан Тарнер као Кили, Торинов нећак.
„Ејдан је млад и изузетно талентован глумац, који долази из Ирске. Уверен сам да ће удахнути душу и хумор у лик Килија,“ образложио је редитељ.[17]

## Филмови

### Хобит: Неочекивано путовање
Прича је смештена у Средњу земљу шездесет година пре догађаја из Господара прстенова, а делови филма су адаптирани према додацима Толкиновог романа Повратак краља. Радња прати хобита Билба Багинса (Мартин Фриман), кога чаробњак Гандалф (Ијан Макелен) убеђује да се придружи тринаесторици патуљака, које предводи Торин Храстоштит (Ричард Армитиџ), на њиховом задатку да поврате свој дом, Самотну планину, од змаја Шмауга. У осталим улогама се појављују Грејам Мактавиш, Ејдан Тарнер, Кен Стот, Џејмс Незбит, Ли Пејс, Кејт Бланчет, Ијан Холм, Кристофер Ли, Хјуго Вивинг, Елајџа Вуд и Енди Серкис.
Филм је премијерно приказан 28. новембра 2012. на Новом Зеланду, док је у остатку света почео да се приказује 12. децембра исте године. Зарадио је 1,021 милијарди долара широм света и тиме је надмашио зараду филмова Дружина прстена и Две куле и постао четврти филм по заради из 2012. године. Добио је помешане критике од стране критичара и био је номинован за три Оскара, за најбоље визуелне ефекте, најбољу сценографију и најбољу шминку. Такође је био номинован за три награде БАФТА.

### Хобит: Шмаугова пустошења
Филм прати насловног лика Билба Багинса, који се придружио патуљцима, које предводи Торин Храстоштит, на њиховом задатку да поврате Самотну планину од змаја Шмауга. Филм такође прати осветољубиву потрагу орака Азога и Болга за њима, док чаробњак Гандалф истражује растуће зло у рушевинама Дол Гулдура. Главне улоге тумаче Мартин Фриман, Ијан Макелен, Ричард Армитиџ, Орландо Блум, Бенедикт Камбербач, Лук Еванс, Еванџелин Лили, Грејам Мактавиш, Ли Пејс, Ејдан Тарнер, Кен Стот и Џејмс Незбит.
Филм је премијерно приказан 2. децембра 2013. у Лос Анђелесу, док је на читавој територији Сједињених Америчких Држава почео да се приказује 13. децембра исте године, у традиционалним и ИМАКС биоскопима. Добио је углавном позитивне критике и зарадио је преко 958 милиона долара широм света, што га је учинило четвртим најуспешнијим филмом из 2013. године.

### Хобит: Битка пет армија
Билбо и патуљци гледају са Еребора како змај Шмауг оставља Језерград у пламену, док људи Језерграда беже. Бард успева побећи из затвора, и на крају убија Шмауга са црном стрелом коју му је донео његов син Бејн. Шмаугово падајуће тело се сруши на господара Језерградa, који је бежао на броду натоварен са градским златом. Бард нерадо постаје нови вођа Језерграда, а људи траже уточиште у рушевинама Дола, док Леголас путује у истрагу планине Гундабад са Тауриел. Торин који је опседнут над огромном благом у планини, тражи опсесивно Светокамен, који је Билбо претходно пронашао али сакрио. Торин, чувши да су људи дошли до Дола, наређује да се улаз у Еребор заштити.
Светска премијера филма је одржана 1. децембра 2014. у Лондону, док је у Сједињеним Америчким Државама почео да се приказује 17. децембра исте године.
Филм је добио помешане критике од стране критичара, али је зарадио 956 милиона долара широм света, што га је учинило другим најуспешнијим филмом из 2014. године (иза филма Трансформерси: Доба изумирања). На 87. додели Оскара филм је био номинован за најбољу монтажу звука.